# Уэйн (округ, Мичиган)
Уэйн (англ. Wayne County) — округ штата Мичиган, США. Население округа на 2000 год составляло 1 820 584 человек. Административный центр округа — город Детройт.

## Демография
По данным переписи 2000 года общее население округа составляло 2061162 человек, в том числе городского населения было 2 046 762, а сельского — 14 400.
Среди жителей округа мужчин было 988 933, а женщин — 1 072 229. В округе было 768 440 господ, 511 717 семей, проживавших в 826 145 домах.
Средний размер семьи составлял 3,26.
Возрастное распределение населения представлено в таблице:
| Пол     | До 15 лет | 15-21 | 22-29  | 30-39  | 40-49  | 50-65  | 65-85  | Более 85 |
| ------- | --------- | ----- | ------ | ------ | ------ | ------ | ------ | -------- |
| Мужчины | 249746    | 96462 | 109628 | 152266 | 147914 | 134401 | 90774  | 7742     |
| Женщины | 240946    | 93519 | 117806 | 160129 | 158534 | 150829 | 130990 | 19476    |